# Dérivation de Lewis

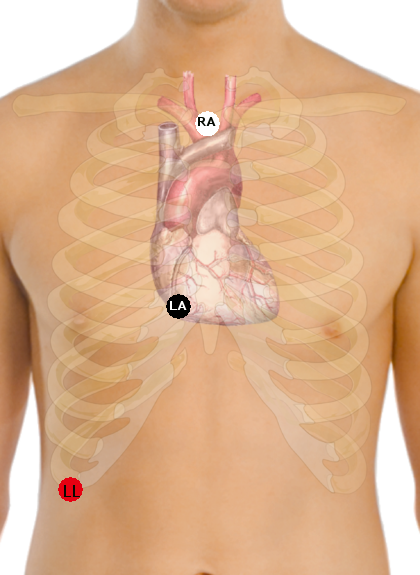
Placement de l'électrode pour la sonde de Lewis ; l'électrode RL (verte), non représentée, reste sur la jambe

Une dérivation de Lewis (également appelée dérivation S5) est une dérivation ECG modifiée utilisée pour détecter les ondes de flutter auriculaire lorsque le flutter auriculaire est suspecté cliniquement, sur la base de signes et de symptômes, mais n'est pas définitivement démontré sur l'ECG standard à 12 dérivations. Afin de créer la dérivation de Lewis, l'électrode du bras droit est déplacée vers le manubrium adjacent au sternum. Ensuite, l’électrode du bras gauche est déplacée vers la droite, dans le cinquième espace intercostal adjacent au sternum. L’électrode de la jambe gauche est placée sur la marge costale inférieure droite. La dérivation de Lewis est ensuite lue comme la dérivation I sur l'ECG et, comme chez la plupart des patients elle sera à peu près perpendiculaire à l'onde de dépolarisation ventriculaire, les ondes de flutter auriculaire peuvent être plus apparentes.